# برقوق نيسان
برقوق نيسان، القميص المسروق وقصص أخرى هي مجموعة قصصية غير مُكتملة، ألّفها الكاتب الفلسطيني غسان كنفاني، عام 1972. نشرتها وزارة الثقافة والفنون والتراث القطرية في 1 يوليو (تمّوز) 2011، مع دراسة أعدها الناقد الفلسطيني فيصل دراج.

## نبذة
تُعتبر مجموعة برقوق نيسان من أبرز الأعمال الأدبية التي تناولت معاناة الشعب الفلسطيني بعد حرب 1967 (نكسة حُزيران)، مُتخذة من شخصية "سُعاد" الفتاة اللاجئة، رمزًا للمقاومة والأمل؛ حيثُ تسرُد المجموعة رحلتها من حياة اليأس في المخيم إلى التحاقها بصفوف المُقاومة في الأردن. من جانب آخر، تُظهر تطور رؤية الكاتب لنضال المرأة الفلسطينية المُثقفة والمُقاوِمة في الأرض الفلسطينية المُحتلة.

## اقتباسات

### مقتل قاسم خليل
أشار كنفاني إلى مقتل قاسم خليل في مجموعته قائلاً:
يُعد هذا الاقتباس من أبرز وأشهر الاقتباسات المتداولة من هذه المجموعة.

### قرار موجز
عبّر كنفاني في فصل "قرار موجز" عن الإحباط العميق الذي قد يواجه المُقاوم أثناء محاولته الانخراط في الثورة، قائلاً: